# Dermatose nodulaire contagieuse
 Mise en garde médicale
La dermatose nodulaire contagieuse (DNC) ou dermatose bovine est une maladie animale, non transmissible à l’humain, causée par un virus de la famille des Poxviridés, le virus Capripoxvirus lumpyskinpox aussi connu sous le nom de virus de Neethling.
La maladie, transmise par des insectes et acariens (tiques) hématophages est préjudiciable sur le plan économique car affectant les rendements de l'élevage du bétail. La DNC provoque de fortes fièvres, des nodules douloureux et une grande souffrance chez les animaux, avec une mortalité faible. 
Cette maladie s'est étendue en Afrique depuis un siècle, puis depuis 2012 au Moyen-Orient, et vers le Sud-est européen, et est devenue ainsi émergente en Europe vers 2015-2016. Des cas ont en effet été repérés en Grèce, Bulgarie et d'autres pays des Balkans). En France, un premier cas a été diagnostiqué en juin 2025 en Savoie puis au 15 juillet 2025, vingt-quatre foyers de cette maladie étaient identifiés dans des troupeaux de bovins français par les services vétérinaires. Au 25 juillet 2025, ce sont désormais 39 foyers qui sont identifiés en France dans deux départements : Savoie et Haute-Savoie.

## Espèces touchées
Elle affecte principalement les bovins d'élevage mais touche également les girafes, les buffles d'Afrique et les impalas.

## Histoire écoépidémiologique
Le virus se propage par piqûres d'insectes (certains moustiques, certaines mouches et taons) qui piquent les animaux contaminés (lesquels restent longtemps contagieux).
Il y a eu une épidémie en Zambie en 1929, et depuis, la maladie affecte le bétail dans toute l'Afrique, y compris les pays du Sud du continent, ainsi qu'en Égypte et au Soudan.
En 1989, un foyer a été confirmé en Israël, et la maladie s'est étendue en Europe avec de premiers cas repérés en Grèce, Bulgarie et d'autres pays des Balkans.
En juillet 2025, la maladie apparaît en France ; en Savoie, 143 bovins sont abattus, et un plan de vaccination obligatoire est mis en place pour contenir la maladie et éviter une crise durable. « Autour de chaque foyer, une zone de restriction de 50 kilomètres interdit les mouvements d’animaux. Cela correspond à 2 156 élevages et 225 000 bovins ».

## La maladie
La période d'incubation dure de deux à quatre semaines.
Les symptômes comprennent de la fièvre, un écoulement des yeux et des naseaux, des lésions cutanées nodulaires palpables, douloureuses, qui vont devenir nécrotiques et se surinfecter, un œdème des membres et un gonflement des ganglions lymphatiques.
La morbidité peut être très élevée, mais la mortalité est faible.
La maladie peut être facilement confondue dans ses premiers stades avec la maladie d'Allerton causée par un herpesvirus, le Simplexvirus bovinealpha2 ou BHV2.
Il n'y a pas de traitement autre que symptomatique, c'est-à-dire visant uniquement à soulager l'animal en traitant les symptômes sans pouvoir agir sur leur cause biologique.
En raison de sa forte contagiosité, la maladie est classée en catégorie A par l’Organisation mondiale de la santé animale (OMSA) et par l’Union européenne, ce qui signifie que l’abattage total du troupeau est prescrit dès le premier cas, pour éviter sa propagation. Cette mesure, bien que jugée nécessaire pour enrayer l’épidémie, suscite des débats chez les éleveurs qui réclament des solutions plus ciblées comme l’isolement temporaire.

## Vaccination/prévention
En 1993, deux vaccins étaient disponibles : une version à virus atténué de Neethling, l'autre à virus atténué d'Orf (un virus apparenté mais d'un genre différent).
En aout 2016, après publication d'un rapport (rendu public le 7 juillet ), les experts mandatés par l’AESA interrogée par la Commission européenne ont conclu, sur la base d'une étude de modélisation de l'efficacité relative de diverses mesures de lutte contre la propagation de cette maladie que la vaccination était la meilleure méthode.

Selon eux « si la vaccination était méticuleusement appliquée, l'abattage partiel des animaux atteints se révélait aussi efficace pour éradiquer la maladie que l'abattage de troupeaux entiers, qui est actuellement exigé en vertu de la législation européenne. 
La vaccination est particulièrement efficace lorsqu’elle est appliquée avant que le virus ne s’introduise dans une région ou un pays. Les experts recommandent que la vaccination soit appliquée de manière uniforme dans tous les domaines »
Elle ne semble pas pouvoir être transmise à l'humain.